# Giorgio Armani
Giorgio Armani (ur. 11 lipca 1934 w Piacenzy) – włoski projektant mody oraz współzałożyciel przedsiębiorstwa Giorgio Armani S.p.A.

## Życiorys
Urodził się w Piacenzy jako syn kierownika wysyłkowego. Zamierzał zostać lekarzem, ale opuścił szkołę medyczną i zainteresował się fotografią. W 1957 pracował jako dekorator witryn w domu towarowym La Rinascente w Mediolanie. W latach 1961–1970 Armani pracował jako projektant w domu mody Nino Cerruti, by później zacząć pracować na własną rękę.
W 1974, wspólnie ze swoim partnerem, Sergio Galeottim (który zmarł na AIDS w 1985 roku), założył przedsiębiorstwo pod firmą Giorgio Armani S.p.A., najpierw zajmujące się modą męską, a od 1975 również damską. Stworzył także markę Emporio Armani. Sławę zyskał szyjąc dla wielu hollywoodzkich sław, w szczególności Richarda Gere’a w filmie Amerykański żigolak (American Gigolo, 1980). Na początku lat 80. Armani produkował także perfumy.
W 1996 Armani był jednym z kilku projektantów zamieszanych w aferę korupcyjną z udziałem polityków.
W 2001 udzielił wywiadu, w którym zapytany, co było jego największą porażką w życiu, odpowiedział, że „niemoc zatrzymania śmierci swojego partnera”.
W 2002 został honorowym ambasadorem UNHCR.
Armani zajął się wystrojem najniższych pięter najwyższego budynku świata – Burdż Chalifa. Piętra te służą jako hotel.
Zaprojektował kilkanaście kreacji dla Lady Gagi.
Majątek projektanta szacuje się na 8,9 mld USD (2018).

## Nagrody

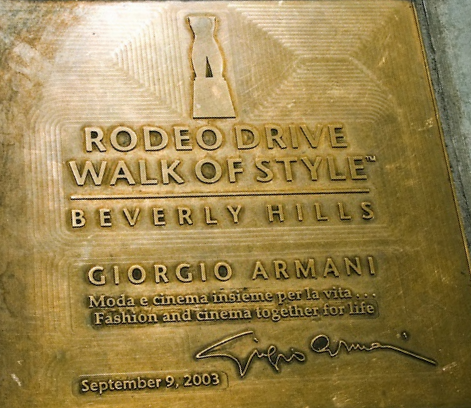
Giorgio Armani Rodeo Drive Walk of Style w Beverly Hills

| Rok  | Nagroda                                   |
| ---- | ----------------------------------------- |
| 1987 | CFDA International Award                  |
| 1991 | Doktor honoris causa Royal College of Art |
| 1992 | Fiornio d’Oro                             |
| 2003 | Wprowadzony do Walk of Style              |
| 2006 | Człowiek roku magazynu „GQ”               |
| 2008 | Awansowany oficer Legii Honorowej         |
| 2009 | Bambi za kreatywność                      |